# Antônio José da Silva Gouveia
Antônio José da Silva Gouveia (Muriaé, 30 juni 1957 - Recreio, 30 december 2008) was een Braziliaans voetballer, beter bekend onder zijn spelersnaam Zezé.

## Biografie
Hij begon zijn carrière bij Nacional uit zijn thuisstad Muriaé en trok een jaar later naar Bangu uit Rio de Janeiro. Daar werd hij opgemerkt door het grote Fluminense waar hij van 1976 tot 1981 voor speelde. Hij won in 1976 en 1980 het Campeonato Carioca met de club. Na een korte tussenstop bij Guarani ging hij voor Flamengo spelen waarmee hij de landstitel veroverde. Hierna speelde hij voornamelijk voor kleinere clubs.
Zezé speelde ook voor het nationale elftal en maakte zijn debuut op 17 mei 1979 in een vriendschappelijke wedstrijd tegen Paraguay, die met 6-0 gewonnen werd. Hij zat in de selectie die deelnam aan de Copa América 1979, waar hij slechts in één wedstrijd opgesteld werd, opnieuw tegen Paraguay. Hierna werd hij niet meer geselecteerd voor de nationale ploeg.
Hij overleed op 30 december 2008 aan een hartfalen.